# Baryonyx
Baryonyx („těžký dráp“) byl spinosauridní teropodní dinosaurus, pojmenovaný podle obrovského drápu, který měl na palci předních končetin. Ten dosahoval za života délky až 35 cm. Baryonyx byl pravděpodobně podobným typem dravce jako příbuzný Spinosaurus, schopný potápět se a aktivně lovit pod vodní hladinou.

## Objevy
Fosilní dráp byl nalezen v cihelně v Surrey amatérským paleontologem Williamem Walkerem v roce 1983. Baryonyx žil v období spodní křídy, přibližně před 125 milióny let. Jeho fosilie byly nalezeny v Anglii (Isle of Wight) a nejspíš i v Portugalsku a západoafrickém Nigeru.
Objevy blízce příbuzných druhů (nebo přímo rodu Baryonyx) pocházejí také ze Španělska (oblast La Rioja). Blízce příbuzným rodem byl ostatně také raně křídový španělský taxon Protathlitis.

## Rozměry a ekologie
Baryonyx dosahoval délky kolem 10 metrů, výšky ve hřbetě do 3 metrů a hmotnosti kolem 2 až 3 tun (podle jiných odhadů ale spíše jen 7,5 metru a 1200 kilogramů). Podle odborné práce z roku 2021 měřil nejdelší známý a detailněji popsaný exemplář 8,5 metru a zaživa vážil asi 1598 kilogramů.
Byl to po dvou chodící masožravec, který se nejspíš živil především rybami a mršinami. Tato skladba potravy byla odvozena z tvaru jeho štíhlých a prohnutých čelistí, které do značné míry připomínaly čelisti krokodýla (gaviála). Také jeho silné přední končetiny napovídají tomuto předpokladu. Představoval tak menšího příbuzného proslulého obra spinosaura ze severní Afriky.
Výzkum mozkoven bazálních zástupců této skupiny (rody Baryonyx a Ceratosuchops) ukázal, že při vývoji nových adaptací (jako je přechod k semiakvatickému způsobu života) nebyly u spinosauridů nezbytné výrazné změny ve velikosti a struktuře mozku. Konzervativní tvar a velikost mozkoven přetrvala po velkou část doby evoluce těchto teropodních dinosaurů.

Velikostní porovnání baryonyxe a člověka.

## Historie objevu
Donedávna se předpokládalo, že fosílie baryonyxe byly poprvé objeveny až roku 1983 a vědecký popis pak následoval roku 1986. Jak se ale ukázalo v posledním desetiletí, fosilní zuby označované jako Suchosaurus (pokládané do roku 1998 za zuby druhohorních krokodýlů) patří s největší pravděpodobností také tomuto rodu, a přitom byly objeveny již kolem roku 1820.
Již roku 1897 formálně popsal podle fosilních zubů z Francie druh Suchomimus girardi francouzský paleontolog Henri Émile Sauvage, který jej však považoval za pravěkého krokodýla. Ve skutečnosti se zřejmě jedná o fosilie baryonyxe.

### Česká literatura
- SOCHA, Vladimír (2020). Pravěcí vládci Evropy. Kazda, Brno. ISBN 978-80-88316-75-6. (str. 56-58)